# Cseszneky
La Casa Cseszneky de Milvány et Csesznek es una casa nobiliaria húngara, que se remonta al siglo XIII.
La Casa Cseszneky es una estirpe importante de la nobleza del Reino de Hungría. Goza de la característica de ser una de las familias más antiguas de la aristocracia de la sociedad húngara y, asimismo de ser una de las más famosas, prestigiosas y populares de Hungría.
Actualmente los descendientes de la familia residen sobre todo en Hungría, en Brasil, en Francia y en el Reino Unido.

Sitios históricos relacionados con los condes Cseszneky
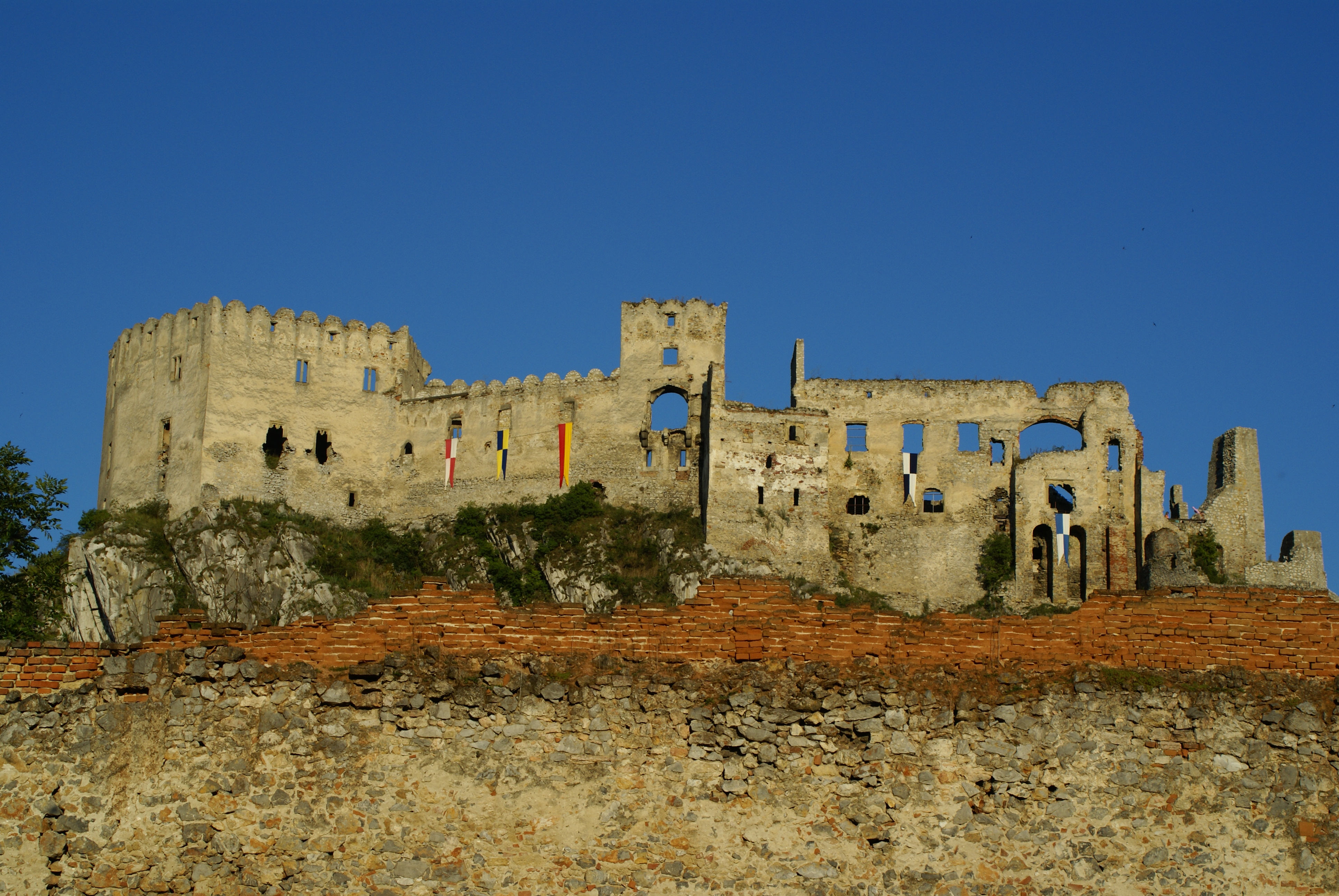
Castillo de Bolondóc
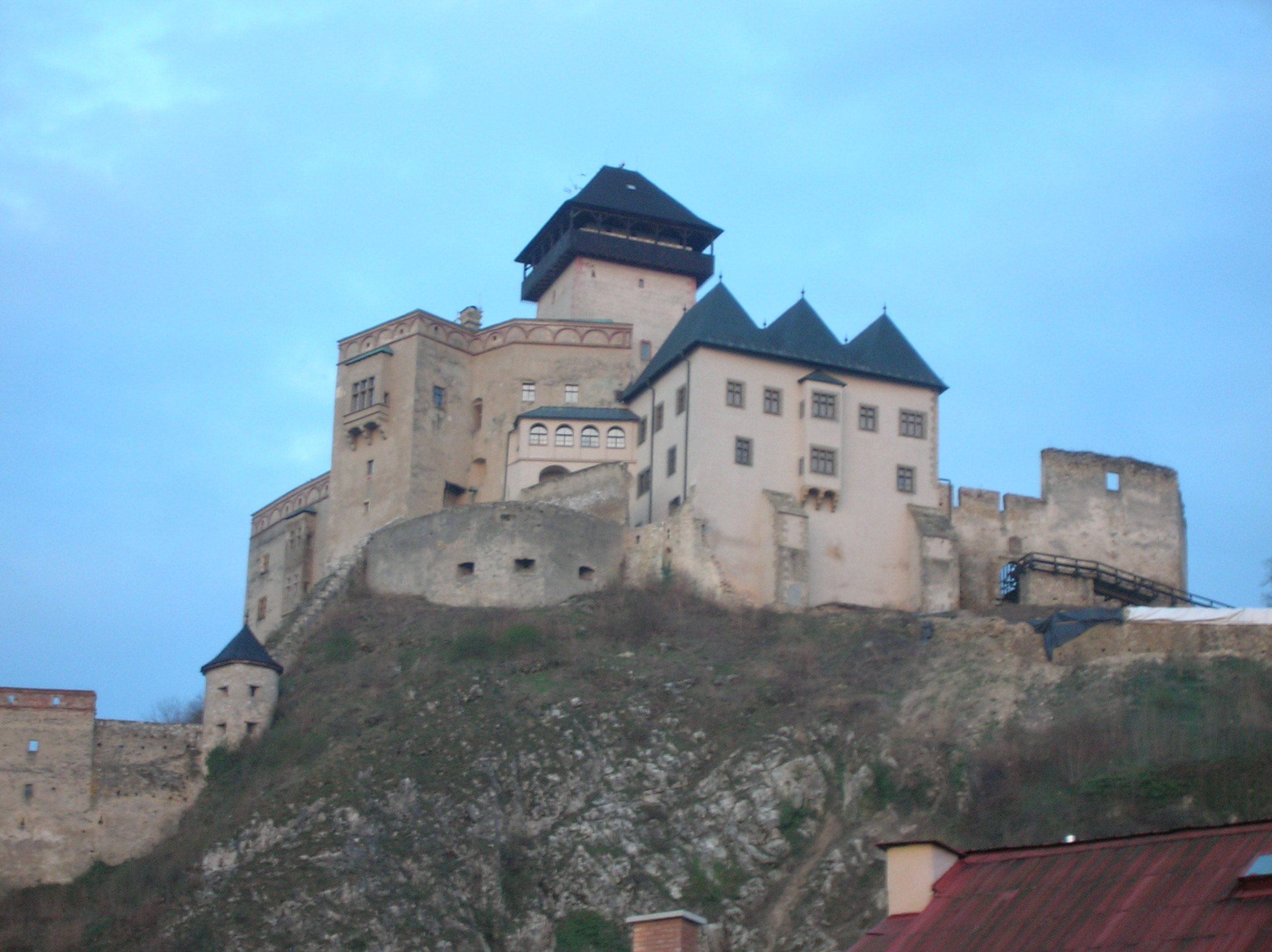
Castillo de Trencsén
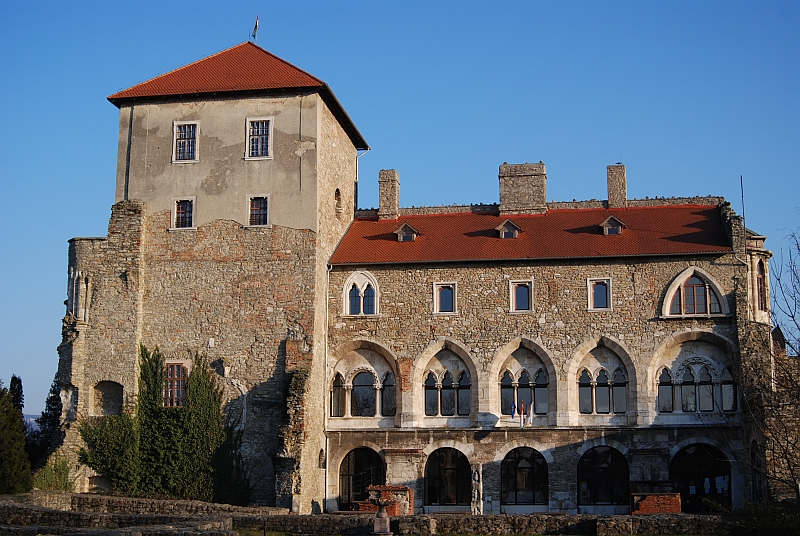
Castillo de Tata
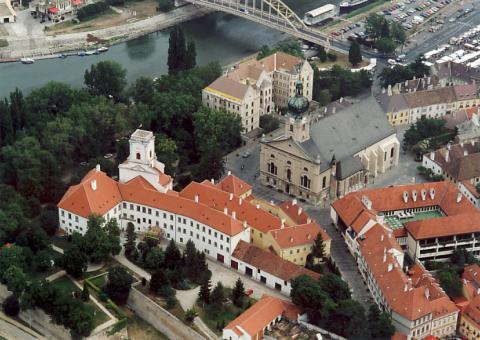
Castillo de Győr